# Dipolo hertziano

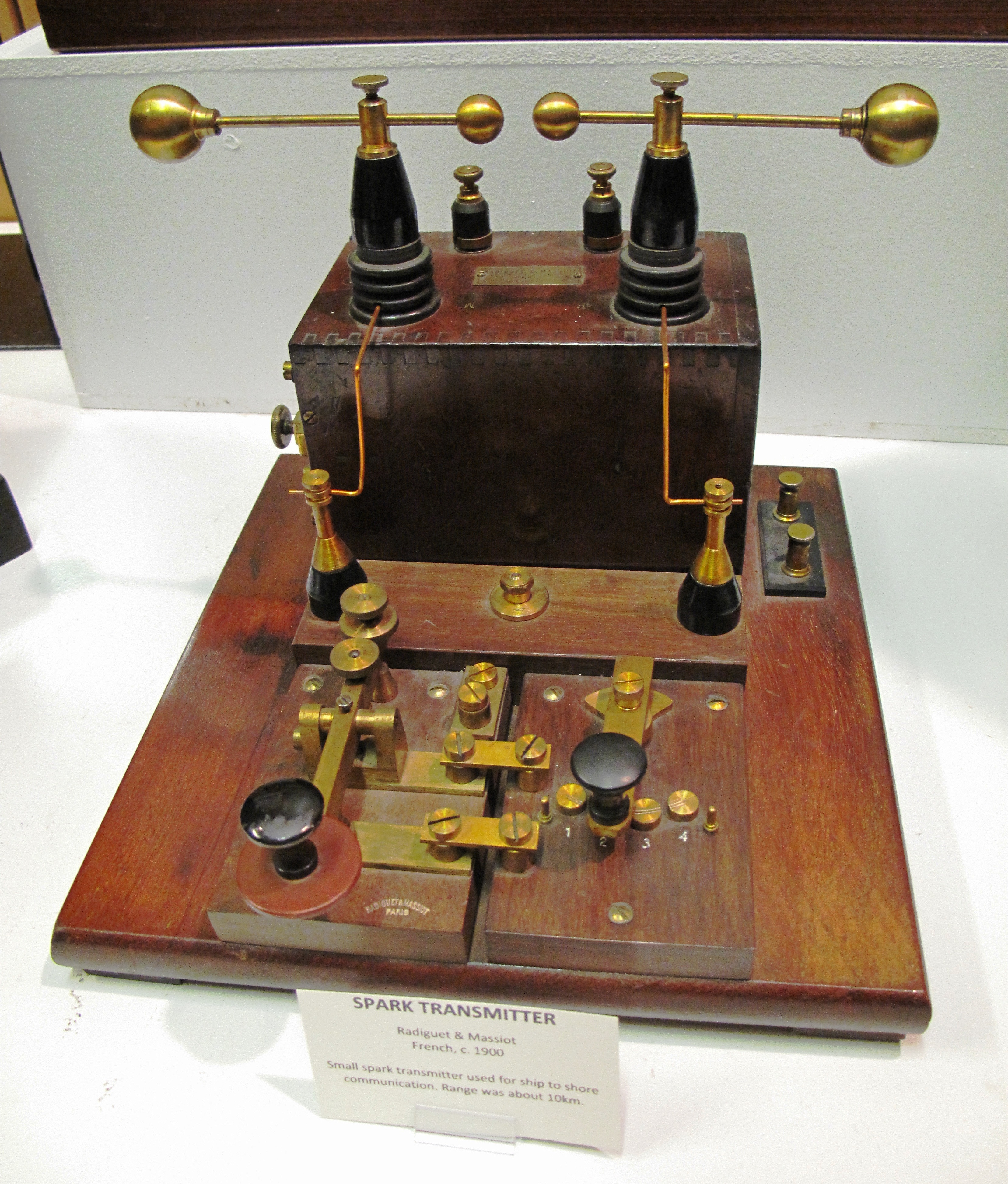
Dipolo hertziano usado para a comunicação navio-terra através de código Morse (alcance ~ 10 km).

O dipolo hertziano, ou dipolo oscilante, foi descoberto em 1886 pelo físico alemão Heinrich Rudolf Hertz em suas experiências para testar a teoria eletrodinâmica de Maxwell. Um dipolo oscilante pode ser formado, por exemplo, pela perturbação do movimento de elétrons num átomo ou por um dispositivo comum, como uma antena para telecomunicação.

## Histórico
O dipolo hertziano foi uma das descobertas fundamentais do físico alemão Heinrich Rudolf Hertz em seu esforço para a reprodução experimental dos fenômenos previstos pela eletrodinâmica de Maxwell. Diante de seus alunos na Universidade de Karlsruhe durante uma aula demonstrativa, no outono de 1886, utilizando duas bobinas ligadas a faiscadores, notou que enquanto uma faísca era gerada numa das bobinas, uma segunda era gerada na outra. No entanto esta era muito menor, pouco luminosa e seu ruído era encoberto pelo da primeira. Foi desse modo que Hertz, quase por acaso, descobriu o importante fenômeno das centelhas secundárias.
Hertz interpretou aquelas faíscas elétricas como consequência de fenômenos eletrodinâmicos que se processavam nas proximidades de circuitos oscilantes com capacitância e autoindutância mínimas. Para comprovar suas ideias, repetiu seguidamente as experiências. Logo percebeu que tinha diante de si um campo novo: o da criação das ondas eletromagnéticas e sua propagação a distância.
Em 1887 Hertz realizou sua célebre experiência, provando a propagação de ondas eletromagnéticas num meio indefinido: utilizando um fio condutor de 60 centímetros, interrompido no centro por um entreferro e terminado nas extremidades por placas metálicas de 40 centímetros quadrados, e uma bobina de indução como um gerador de alta tensão, ele carregava capacitivamente o dipolo assim constituído até a disrupção no entreferro central; o forte campo magnético ligado à descarga dava origem a uma corrente de deslocamento de sentido inverso, carregando o dipolo novamente com cargas de sinal contrário e provocando nova disrupção, agora no outro sentido; o processo continuava dando origem a um trem de ondas de amplitude amortecida e cuja frequência fundamental se pensa, hoje, ser da ordem dos 53,5 MHz (5,6 m). A dois ou três comprimentos de onda de distância, no entreferro de uma espira metálica, observou-se uma tênue faísca. Essa experiência mostrou também que as ondas que asseguravam a transferência de energia eletromagnética do dipolo para a espira poderiam ser refletidas, refratadas e polarizadas e se propagavam a uma velocidade que parecia ser a da luz, comprovando assim a teoria de Maxwell.
Desde o primeiro dipolo construído por Hertz até os dias atuais, os princípios físicos que regeram seu projeto e desenvolvimento foram sendo aprimorados e descobertas novas maneiras e tecnologias de se transmitir e receber sinais eletromagnéticos. Atualmente algumas antenas são estruturas de
extrema complexidade e importância nas comunicações e, portanto, para o desenvolvimento tecnológico humano. 

## Campos elétrico e magnético do dipolo de Hertz

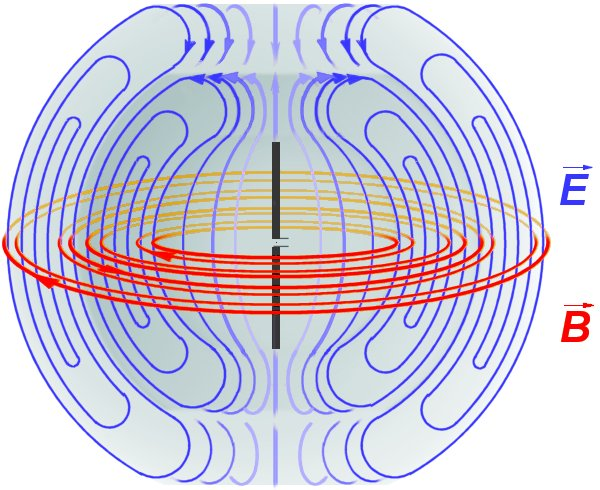
Campos elétrico e magnético de um dipolo de Hertz.

Evolução real do campo magnético de um dipolo oscilante. As linhas de campo, que são anéis horizontais em volta do eixo do dipolo apontado verticalmente, são cruzadas verticalmente pelo plano XY da imagem. A componente z do campo é mostrada como um contorno. Ciano é magnitude zero, verde-amarelo-vermelho e azul-rosa-vermelho são intensidades crescentes em direções opostas.

Um dipolo oscilante ou hertziano constitui-se de um fio de comprimento {\displaystyle l} muito fino, com uma corrente elétrica senoidal {\displaystyle i}, de amplitude uniforme, e de um par de cargas iguais e de sinais contrários,{\displaystyle q} e {\displaystyle -q}, em ambos os extremos do fio. 
Temos que, {\displaystyle i={\frac {dq}{dt}}=I_{0}e^{j\omega t}}. 
| O campo magnético, {\displaystyle \mathbf {B} =\nabla \times \mathbf {A} }, e campo elétrico, {\displaystyle \mathbf {E} =-\nabla \varphi -{\partial \mathbf {A} \over \partial t}}, desta configuração podem ser obtidos através do potenciais retardados, o potencial vetor magnético, {\displaystyle \mathbf {A} =\mu \int {\frac {\mathbf {J} (t-r/v)}{4\pi r}}d\tau }, e o potencial escalar elétrico, {\displaystyle \varphi =\int {\frac {\mathbf {\rho } (t-r/v)}{4\pi \epsilon r}}d\tau }. E, como as fontes variam senoidalmente: {\displaystyle \varphi ={\frac {1}{4\pi \epsilon }}\int {\frac {\mathbf {\rho } _{0}e^{j\omega (t-r/c)}}{r}}d\tau }, {\displaystyle \mathbf {A} ={\frac {\mu }{4\pi }}\int {\frac {\mathbf {J} _{0}e^{j\omega (t-r/c)}}{r}}d\mathbf {\tau } }. E se considerarmos a corrente no eixo z, a única componente espacial não nula de {\displaystyle \mathbf {A} } é {\displaystyle A_{z}={\frac {\mu _{0}I_{0}}{4\pi }}\int _{-l/2}^{l/2}{\frac {e^{j(\omega t-\kappa r)}}{r}}dz}. Para {\displaystyle r>>l;\,\,\,\,\,l<<\lambda }, [4] pode-se desconsiderar a contribuição da fase: {\displaystyle A_{z}={\frac {\mu _{0}I_{0}e^{j\omega t}l}{4\pi r}}e^{-j\kappa r}}. Em coordenadas esféricas, {\displaystyle {\dot {A}}_{r}={\frac {\mu _{0}I_{0}e^{j\omega t}l}{4\pi r}}\cos \theta \,e^{-j\kappa r}} {\displaystyle {\dot {A}}_{\theta }={\frac {\mu _{0}I_{0}e^{j\omega t}l}{4\pi r}}\operatorname {sen} \theta \,e^{-j\kappa r}} {\displaystyle {\dot {A}}_{\varphi }=0}. Agora, pode-se calcular o campo magnético, usando {\displaystyle \mathbf {H} ={\frac {1}{\mu _{0}}}\nabla \times \mathbf {A} }. De modo que, {\displaystyle {\dot {H}}_{r}=0} {\displaystyle {\dot {H}}_{\theta }=0} {\displaystyle {\dot {H}}_{\varphi }={\frac {\mu _{0}I_{0}e^{j\omega t}l}{4\pi }}\,e^{-j\kappa r}\left[{\frac {j\omega }{vr}}+{\frac {1}{r^{2}}}\right]\,\operatorname {sen} \theta }. E para o campo elétrico temos que, {\displaystyle \mathbf {E} =-\nabla \varphi -{\partial \mathbf {A} \over \partial t}}. Notamos também que derivar com respeito ao tempo corresponde a multiplicar por uma constante: {\displaystyle {\partial \over \partial t}\rightarrow j\omega \,:} {\displaystyle \mathbf {\dot {E}} =-\nabla {\dot {\varphi }}-j\omega \mathbf {\dot {A}} } Mas {\displaystyle \varphi } pode ser obtido a partir de {\displaystyle \mathbf {A} }, por {\displaystyle \nabla \cdot \mathbf {A} =-\mu \epsilon j\omega \varphi }. {\displaystyle \mathbf {\dot {E}} =-\nabla {\dot {\varphi }}-j\omega \mathbf {\dot {A}} =-\nabla \left({\frac {\nabla \cdot \mathbf {\dot {A}} }{j\omega \mu \epsilon }}\right)-j\omega \mathbf {\dot {A}} } {\displaystyle \mathbf {\dot {E}} ={\frac {1}{j\omega \mu \epsilon }}\nabla (\nabla \cdot \mathbf {\dot {A}} )-j\omega \mathbf {\dot {A}} }. O que leva a {\displaystyle {\dot {E}}_{r}={\frac {\mu _{0}I_{0}e^{j\omega t}l}{4\pi }}\,e^{-j\kappa r}\left[{\frac {2{\sqrt {\mu _{0}/\epsilon _{0}}}}{r^{2}}}+{\frac {2}{j\omega \epsilon _{0}r^{3}}}\right]\,\cos \theta } {\displaystyle {\dot {E}}_{\theta }={\frac {\mu _{0}I_{0}e^{j\omega t}l}{4\pi }}\,e^{-j\kappa r}\left[{\frac {j\omega \mu _{0}}{r}}+{\frac {\sqrt {\mu _{0}/\epsilon _{0}}}{r^{2}}}+{\frac {1}{j\omega \epsilon _{0}r^{3}}}\right]\,\operatorname {sen} \theta } {\displaystyle {\dot {E}}_{\varphi }=0}. Sendo impedância intrínseca do vácuo , {\displaystyle \eta :={\sqrt {\mu _{0}/\epsilon _{0}}},} e como {\displaystyle {\frac {1}{\kappa }}={\frac {\lambda }{2\pi }}}; |
| Demonstração |
tomando os campos reais:
{\displaystyle H_{r}=0}
{\displaystyle H_{\theta }=0}
{\displaystyle H_{\varphi }={\frac {I_{0}l\operatorname {sen} \theta }{2\lambda r}}\,\left[\cos \left({\frac {2\pi r}{\lambda }}-\omega t\right)-{\frac {1}{2\pi }}{\frac {\lambda }{r}}\operatorname {sen} \left({\frac {2\pi r}{\lambda }}-\omega t\right)\right]}.
E, 
{\displaystyle E_{r}=-\eta {\frac {I_{0}l\cos \theta }{\lambda r}}\,\left[{\frac {1}{2\pi }}{\frac {\lambda }{r}}\operatorname {sen} \left({\frac {2\pi r}{\lambda }}-\omega t\right)+{\frac {1}{4\pi ^{2}}}\left({\frac {\lambda }{r}}\right)^{2}\cos \left({\frac {2\pi r}{\lambda }}-\omega t\right)\right]}
{\displaystyle E_{\theta }=\eta {\frac {I_{0}l\operatorname {sen} \theta }{2\lambda r}}\,\left[\cos \left({\frac {2\pi r}{\lambda }}-\omega t\right)-{\frac {1}{2\pi }}{\frac {\lambda }{r}}\operatorname {sen} \left({\frac {2\pi r}{\lambda }}-\omega t\right)-{\frac {1}{4\pi ^{2}}}\left({\frac {\lambda }{r}}\right)^{2}\cos \left({\frac {2\pi r}{\lambda }}-\omega t\right)\right]}
{\displaystyle E_{\varphi }=0}.

## Zonas de irradiação
Ao analisar os resultados obtidos, vê-se que existem parcelas que decaem com potências distintas de {\displaystyle 1/r}. De acordo com que nos aproximamos ou nos afastamos da antena, cada uma destas parcelas contribui mais ou menos em relação às outras. Dessa forma distinguem-se 2 diferentes zonas de campos.

### Zona próxima
Aqui os campos são ditos campos próximos ou de campos de indução {\displaystyle (r<<\lambda )} e predominam os termos com maior potência de {\displaystyle (\lambda /r)}. 
Os campos ficam:
{\displaystyle H_{\varphi }=-{\frac {I_{0}l\operatorname {sen} \theta }{4\pi r^{2}}}\,\operatorname {sen} \left({\frac {2\pi r}{\lambda }}-\omega t\right)}.
{\displaystyle E_{r}=-\eta {\frac {I_{0}l\cos \theta }{\lambda r}}\,\left[{\frac {1}{4\pi ^{2}}}\left({\frac {\lambda }{r}}\right)^{2}\cos \left({\frac {2\pi r}{\lambda }}-\omega t\right)\right]}
{\displaystyle E_{\theta }=-\eta {\frac {I_{0}l\operatorname {sen} \theta }{2\lambda r}}\,\left[{\frac {1}{4\pi ^{2}}}\left({\frac {\lambda }{r}}\right)^{2}\cos \left({\frac {2\pi r}{\lambda }}-\omega t\right)\right]}.
- A expressão para {\displaystyle \mathbf {E} } corresponde ao campo elétrico de um dipolo elétrico estático colocado na origem do sistema de coordenadas, ainda que saibamos que neste caso ele é oscilante. Isso acontece pois estamos muito próximo do dipolo, portanto os efeitos de retardamento são desprezíveis e o campo elétrico acompanha, ao longo do tempo, o momento dipolar, como se o efeito fosse propagado instantaneamente.

- {\displaystyle \mathbf {H} } está praticamente em fase com a corrente que o gera. Nesse regime a fonte é rotacional, devida à corrente na antena: em {\displaystyle \nabla \times \mathbf {H} =\mathbf {J} +{\partial \mathbf {D}  \over \partial t}}, podemos dizer que o segundo termo do lado direito quase não contribui para o campo {\displaystyle H_{\varphi }}.

- {\displaystyle \mathbf {E} } está defasado temporalmente de {\displaystyle \pi /2} com respeito a {\displaystyle \mathbf {H} }. Para o campo próximo contribuem mais as fontes de divergência, ou seja, as contribuições das cargas são maiores que as dos rotacionais: {\displaystyle \nabla \cdot \mathbf {D} =\rho } pesa mais que {\displaystyle \nabla \times \mathbf {E} =-\mu {\partial \mathbf {H}  \over \partial t}}.

- As linhas do campo magnético próximo terminam nos extremos do dipolo, onde estão as fontes de divergência.

- Aqui as as fontes predominantes são as correntes ({\displaystyle \mathbf {H} } em fase com a corrente).

### Zona distante (ou de irradiação)
Aqui os campos são ditos campos distantes ou campos de irradiação {\displaystyle (r>>\lambda )} e predominam os termos com menor potência, ou seja, {\displaystyle (\lambda /r)}. Em antenas esta é a zona mais importante, já que dadas as distâncias tipicamente utilizadas numa conexão entre duas antenas, cada antena encontra-se na zona de irradiação da outra.
Os campos são:
{\displaystyle H_{r}=0}
{\displaystyle H_{\theta }=0}
{\displaystyle H_{\varphi }={\frac {I_{0}l\operatorname {sen} \theta }{2\lambda r}}\,\cos \left({\frac {2\pi r}{\lambda }}-\omega t\right)}.
{\displaystyle E_{r}=0}
{\displaystyle E_{\theta }=\eta {\frac {I_{0}l\operatorname {sen} \theta }{2\lambda r}}\,\cos \left({\frac {2\pi r}{\lambda }}-\omega t\right)}
{\displaystyle E_{\varphi }=0}.
- A onda eletromagnética irradiada se expande (propaga) radialmente por todas as direções do espaço.

- A dependência em {\displaystyle r} de {\displaystyle \mathbf {E} } e {\displaystyle \mathbf {H} } é sempre a de uma onda esférica  {\displaystyle ,e^{j\kappa r}/r}. Os campos decrescem com a distância com  {\displaystyle 1/r}.

- Os campos {\displaystyle \mathbf {E} } e {\displaystyle \mathbf {H} } dependem de {\displaystyle \theta } e {\displaystyle \varphi } já que a onda esférica não é homogênea. A irradiação se dá com maior intensidade nas direções transversais à orientação do dipolo {\displaystyle (\theta =\pi /2)} e é nula nas direções correspondentes ao seu alinhamento (neste caso, sobre o eixo Oz ou seja, {\displaystyle \theta =0}).

- As componentes dos campos elétrico e magnético, {\displaystyle E_{\theta }} e {\displaystyle H_{\varphi }}, estão em fase temporal e em quadratura espacial, resultando num fluxo equilibrado de energia, de forma que a onda esférica irradiada se comporta localmente como uma onda plana.

- Os campos {\displaystyle \mathbf {E} } e {\displaystyle \mathbf {H} } não possuem componentes radiais.

- Pode-se dizer que o campo distante é gerado pelo campo próximo, enquanto que este é gerado pelas fontes, cargas e correntes.

- As linhas do campo elétrico distante são fechadas, o que mostra que são devidas a uma fonte rotacional.

- As linhas do campo magnético são sempre circulares em torno do eixo do dipolo pois suas únicas fontes são o rotacional. Nesses campos predominam as correntes de deslocamento, ou seja, a variação do campo elétrico ({\displaystyle \mathbf {H} } em fase com {\displaystyle \mathbf {E} }, por considerarmos um meio sem perdas).

## Potência irradiada

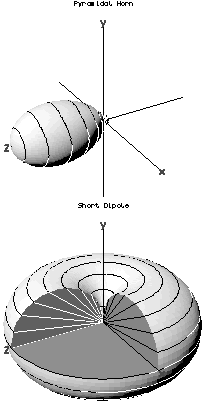
Vetor de Poynting da radiação eletromagnética de um dipolo de Hertz orientado segundo o eixo Oz.

O vetor de Poynting na região distante é radial e no sentido da propagação da irradiação.
{\displaystyle <\mathbf {S} >\,={\frac {1}{2}}Re[\mathbf {{\dot {E}}_{\theta }} \times \mathbf {{\dot {H}}_{\varphi }^{*}} ]}
| Demonstração |
| --- |
| {\displaystyle \mathbf {\dot {E}} _{\theta }=\eta {\frac {I_{0}l\operatorname {sen} \theta }{2\lambda r}}e^{-j\kappa r}=\eta {\frac {I_{0}\kappa lsen\theta }{4\pi r}}e^{-j\kappa r}} e {\displaystyle \mathbf {\dot {H}} _{\varphi }={\frac {I_{0}\kappa l\operatorname {sen} \theta }{4\pi r}}e^{-j\kappa r}}. |
Então,
{\displaystyle <\mathbf {S} >\,=\eta {\frac {I_{0}^{2}\kappa ^{2}l^{2}\operatorname {sen} ^{2}\theta }{32\pi ^{2}r^{2}}}\,\,\,\,\,\,\,\,\,\,\,\,\,\,\,\,[W/m^{2}]}.
O fluxo total de potência irradiada pelo dipolo é
| Demonstração |
| --- |
| {\displaystyle <P_{rad}>\,=\int _{S}<\mathbf {S} >\cdot ds=\int _{0}^{\pi }\int _{0}^{2\pi }<S_{r}(r,\theta )>r^{2}\operatorname {sen} \theta d\varphi d\theta } {\displaystyle =\int _{0}^{\pi }<S_{r}(r,\theta )>2\pi r^{2}\operatorname {sen} \theta d\theta ={\frac {\eta I_{0}^{2}}{4}}\left({\frac {l}{\lambda }}\right)^{2}\int _{0}^{\pi }\operatorname {sen} ^{3}\theta d\theta }. O valor da última integral é {\displaystyle 4/3}, assim |
{\displaystyle <P_{rad}>\,={\frac {\eta \pi I_{0}^{2}}{3}}\left({\frac {l}{\lambda }}\right)^{2}\,\,\,\,\,\,\,\,\,\,\,\,\,\,\,\,[W]}.
Enquanto a densidade de potência muda, caindo com {\displaystyle r^{2}},a potência total que atravessa a superfície é constante para qualquer superfície fechada que encerre a antena. 
Em particular, no vácuo {\displaystyle <P_{rad}>\,=40\pi ^{2}I_{0}^{2}\left({\frac {l}{\lambda }}\right)^{2}\,\,\,\,\,\,\,\,\,\,\,\,\,\,\,\,[W]}.

## Intensidade da irradiação
A intensidade de irradiação de uma antena é definida como 
{\displaystyle U(\theta ,\varphi )=\,<S_{r}(r,\theta )>r^{2}}.
Então,
{\displaystyle P_{rad}=\oint _{\Omega }U(\theta ,\varphi )d\Omega =4\pi U_{i}}.
donde {\displaystyle U_{i}={\frac {P_{rad}}{4\pi }}}, que é a densidade de potência dividida por {\displaystyle r^{2}}.
Dividindo {\displaystyle U(\theta ,\varphi )} por {\displaystyle U_{max}} obtemos o padrão normalizado de potência da antena:
{\displaystyle U_{n}(\theta ,\varphi )={\frac {U(\theta ,\varphi )}{U_{max}}}}.
Associado a este termo definimos o ângulo sólido A, como aquele através do qual toda a radiação da antena fluiria se a potência por unidade de ângulo sólido fosse constante sobre aquele ângulo e igual a seu valor máximo. Isso significa que para padrões típicos o ângulo sólido do feixe é aproximadamente igual à largura do feixe à meia potência. Isto é,
{\displaystyle \Omega _{A}=\oint _{\Omega }U_{n}(\theta ,\varphi )d\Omega }.

## Diretividade
A diretividade é definida como a razão entre a intensidade máxima da irradiação pela média da intensidade sobre todas as direções. 
A intensidade média pode ser conseguida dividindo a potência total irradiada por {\displaystyle 4\pi }. Portanto
{\displaystyle D={\frac {U_{max}}{<U>}}={\frac {U_{max}}{U_{i}}}={\frac {4\pi U_{max}}{P_{rad}}}}.
{\displaystyle D={\frac {4\pi U_{max}}{\displaystyle \oint _{\Omega }U(\theta ,\varphi )d\Omega }}={\frac {4\pi }{\displaystyle \oint _{\Omega }{\frac {U(\theta ,\varphi )d\Omega }{U_{max}}}}}={\frac {4\pi }{\displaystyle \oint _{\Omega }U_{n}(\theta ,\varphi )d\Omega }}={\frac {4\pi }{\Omega _{A}}}}.
Para o dipolo de Hertz,
{\displaystyle U(\theta ,\varphi )=<S_{r}(r,\theta )>r^{2}=\eta {\frac {I_{0}^{2}\kappa ^{2}l^{2}\operatorname {sen} ^{2}\theta }{32\pi ^{2}}}}
e 
{\displaystyle U_{max}=\eta {\frac {I_{0}^{2}\kappa ^{2}l^{2}}{32\pi ^{2}}}\,\,\,\,\,\,\,\,\,\,\,\,\,\,\,\,\theta =\pi /2}.
Assim, 
{\displaystyle U_{n}(\theta ,\varphi )=\operatorname {sen} ^{2}\theta }
e,
{\displaystyle D={\frac {4\pi }{\displaystyle \int _{0}^{2\pi }\displaystyle \int _{0}^{\pi }\operatorname {sen} ^{3}\theta d\theta }}={\frac {3}{2}}=1,5}

## Ganho
O ganho é definido como a razão da intensidade máxima de irradiação numa dada direção pela intensidade que seria produzida na mesma direção por uma antena de referência, com a mesma potência de entrada, geralmente uma antena ideal que geraria uma irradiação chamada isotrópica (igual para todos os sentidos) e sem perdas de intensidade.
Portanto,
{\displaystyle G={\frac {U_{max}(\theta ,\varphi )}{U_{i}}}={\frac {U_{max}(\theta ,\varphi )}{P_{in}/4\pi }}}
{\displaystyle P_{in}} é a potência de entrada.
Definindo a eficiência da antena como {\displaystyle k={\frac {P_{rad}}{P_{in}}}}, temos
{\displaystyle U(\theta ,\varphi )=kU_{0}(\theta ,\varphi )}.
Onde {\displaystyle U_{0}(\theta ,\varphi )} é a intensidade da irradiação da antena se não houvesse perdas. 
Portanto,
{\displaystyle G=kD}.

## Resistência de irradiação
Ao perceber que a potência irradiada por uma antena é proporcional a {\displaystyle I^{2}}, somos levados a definir o conceito de resistência de irradiação, a resistência que dissiparia, por efeito Joule, a mesma quantidade de energia que é irradiada pela antena.  
{\displaystyle P_{rad}={\frac {1}{2}}R_{rad}I^{2}}.
Comparando com a expressão para a potência irradiada por um dipolo oscilante, temos
{\displaystyle R_{rad}={\frac {2}{3}}\pi \eta \left({\frac {l}{\lambda }}\right)^{2}}.

### Outras Fontes
- UNIVERSIDAD NACIONAL DE LA PLATA, FACULTAD DE INGENIERIA. Cátedra de Campos y Ondas (Resumen de Fórmulas sobre Radiación y Antenas 1).
- D. Baird et al (eds.), Heinrich Hertz: Classical Physicist, Modern Philosopher, 269-280. 1998 Kluwer Academic Publisher.. Printed in Great Britain.
- António Simão de Carvalho Fernandes, ANTENAS DE ONDA ESTACIONÁRIA - Métodos e Modelos de Análise, Fundação Calouste Gulbenkian - EVOLUÇÃO E INSERÇÃO HISTÓRICA DA ANTENA.